# 由貴海里
由貴海里（ゆきかいり）は、日本の漫画家・イラストレーター。主に少女小説やBL小説の挿絵を執筆している。

## 作品

### 漫画
- 瑠璃の風に花は流れる（槇ありさ原作、月刊Asuka連載）

### イラスト
- オレ様に従えっ!（水瀬結月著、エクリプスロマンス）
- ろくでなしHearts （麻生雪奈著、アクア文庫）
- とっても有名なラブストーリー （空野さかな著、アクア文庫）
- ぜったい秘密のラブストーリー （空野さかな著、アクア文庫）
- ナイトランナー（英語版）（リン・フルエリン（英語版）著、浜名那奈訳、C★NOVELSファンタジア）全12巻
  - 闇の守り手 全3巻 / 光の狩り手 全3巻 / 月の反逆者 全3巻 / 神託の子 / 禁断の書 / 魂の棺
- 瑠璃の風に花は流れる （槇ありさ著、角川ビーンズ文庫）全13巻
- ウナ・ヴォルタ物語 （森崎朝香著、講談社X文庫ホワイトハート）全4巻
- 花嫁は薔薇に散らされる （佐々木禎子著、キャラ文庫)
- 怪盗は闇を駆ける （愁堂れな著、キャラ文庫)
- 王女修業シリーズ （高丘しずる著、B's-LOG文庫）全3巻
- 砂漠の薔薇と海の星 （あすか著、B's-LOG文庫）全4巻
- 華国神記（九条菜月著、C★NOVELSファンタジア）全5巻
- プリンセス×テンペスト（志麻友紀著、ビーズログ文庫）全2巻
- なりゆき神姫さまの婚約 恋も王子も迷走中（佐槻奏多著、一迅社文庫アイリス）
- オートクチュール・ガール（中川ともみ著、講談社X文庫ホワイトハート）
- 無職独身アラフォー女子の異世界奮闘記（杜間とまと著、アリアンローズ）全4巻
- ケダモノ彼氏に捕食されました（嘉月葵著、チュールキス文庫）
- 猫かぶり姫と天上の音楽（もり著、フェアリーキス ピュア）全4巻
- 黒の魔術士と最期の彼女（秋野真珠著、ビーズログ文庫）
- 私は騎士団のチートな紅茶師です!（佐槻奏多著、アイリスNEO）既刊4巻
- 悪役令嬢、おばあちゃんの知恵で大聖女に?! 〜『医者の嫁』ライフ満喫計画がまったく進捗しない件〜（小早川真寛著、一迅社文庫アイリス）
- 聖なる花婿の癒やしごはん 愛情たっぷり解呪スープを召しあがれ（瀬川月菜著、一迅社文庫アイリス）